# Mieders
Mieders ist eine Gemeinde mit 1987 Einwohnern (Stand 1. Jänner 2024) im Gerichtsbezirk Innsbruck und Bezirk Innsbruck-Land in Tirol (Österreich).

## Geografie
Mieders liegt im vorderen Stubaital an einem sanft ansteigenden Talhang, am Fuß der 2718 m ü. A. hohen Serles.

### Gemeindegliederung
Die Gemeinde besteht aus einer einzigen Katastralgemeinde, Ortschaft und Zählsprengel Mieders.
Orte sind die Dörfer Mieders (Hauptort) und Oweges, talauswärts von Mieders, und die Rotten Bachleiten am Zirkenbach, Pflusental ober der Ruetz und Kirchbrücke bei Telfes.

## Geschichte
Auf dem Zauberbichl wurden frühgeschichtliche Spuren der Latènezeit festgestellt.
Der aus vorrömischer Zeit stammende Ortsname taucht um die Jahreswende 1115/16 erstmals als „Miders“ im Traditionsbuch des Klosters Ebersberg sowie später als „Myeders“ und „Miederes“ auf. Er leitet sich vermutlich vom keltischen „bidaras“ ab, was ‚Siedlung kleiner Bauerngehöfte‘ bedeutet. 1392 wird Mieders als Oblei (Gemeinde) bezeichnet.
Von 1690 bis 1797 und von 1826 bis 1925 war Mieders Sitz des Gerichtes für das Stubaital. Im 16. und 17. Jahrhundert wurde im Mühltal am Fuß der Serles Silber- und Eisenbergbau betrieben.
Mieders war früher Sitz und Teil des Gerichtsbezirks Mieders, wurde jedoch per 31. Mai 1923 zum Gerichtsbezirk Innsbruck zugeschlagen.

### Bevölkerungsentwicklung
EinwohnerJahr30060090012001500180021001860189019201950198020102040EinwohnerEinwohnerentwicklung von Mieders

## Hauptort der Gemeinde
Hauptort der Gemeinde ist das Dorf Mieders. Es befindet sich etwa 11 Kilometer südlich vom Stadtzentrum Innsbruck. Es liegt auf der Talschulter des Stubaitals, auf der auch Schönberg liegt, rechts (südlich) der Ruetz. Diese beginnt hier aus dem Stubaier Talgrund in die bewaldete Ruetzschlucht abzufallen.
Das Haufendorf neben der Stubaitalstraße B 183 umfasst den Gutteil der Gemeindebevölkerung. Es war schon im Frühmittelalter besiedelt und hat im Zentrum Häuser mit barocken Fresken aufzuweisen.
Der kleine talauswärtige Nachbarort Oweges wie auch Bachleiten sind schon weitgehend mit Mieders verwachsen.
Südlich erstreckt es sich an der Serlesbahn-Talstation noch jenseits des Zirkenbachs weiter bis Hinterhocheck am Beginn des Mühltals. Hinter dem Kieswerk Mieders beginnt sich mit dem Gewerbepark nahe Fulpmes ein neuer Ortsteil auszubilden.
Nachbarorte

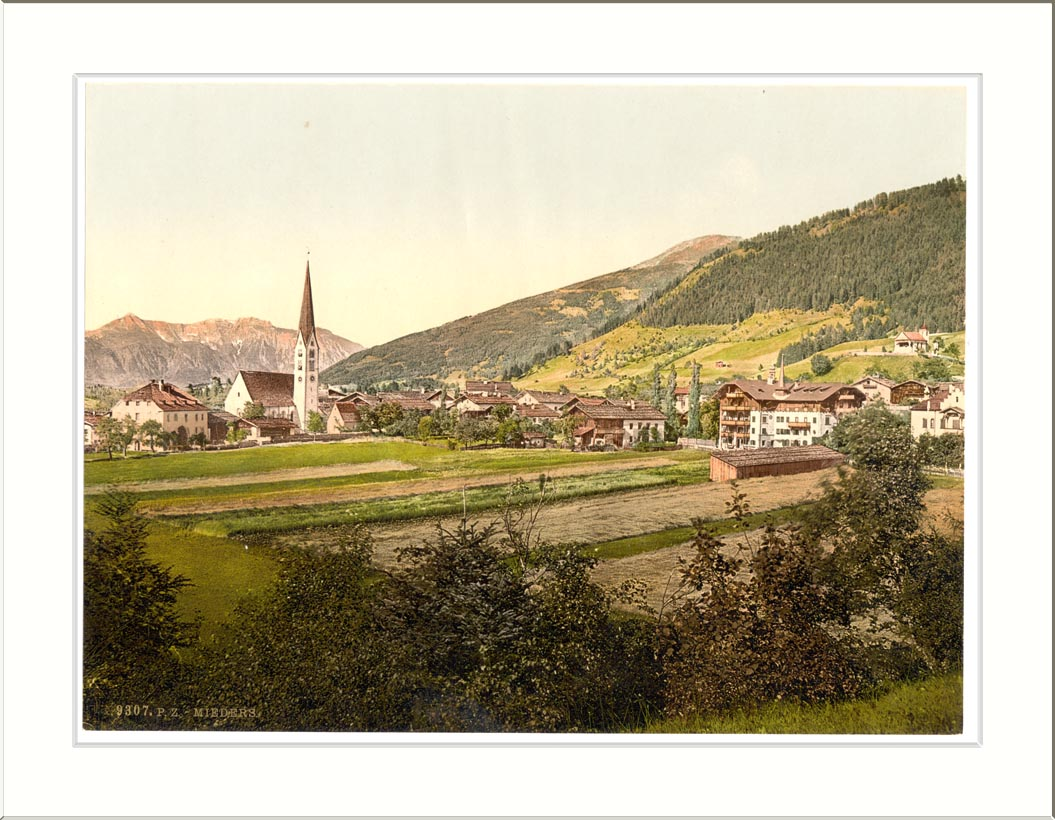
Dorf Mieders, um 1900
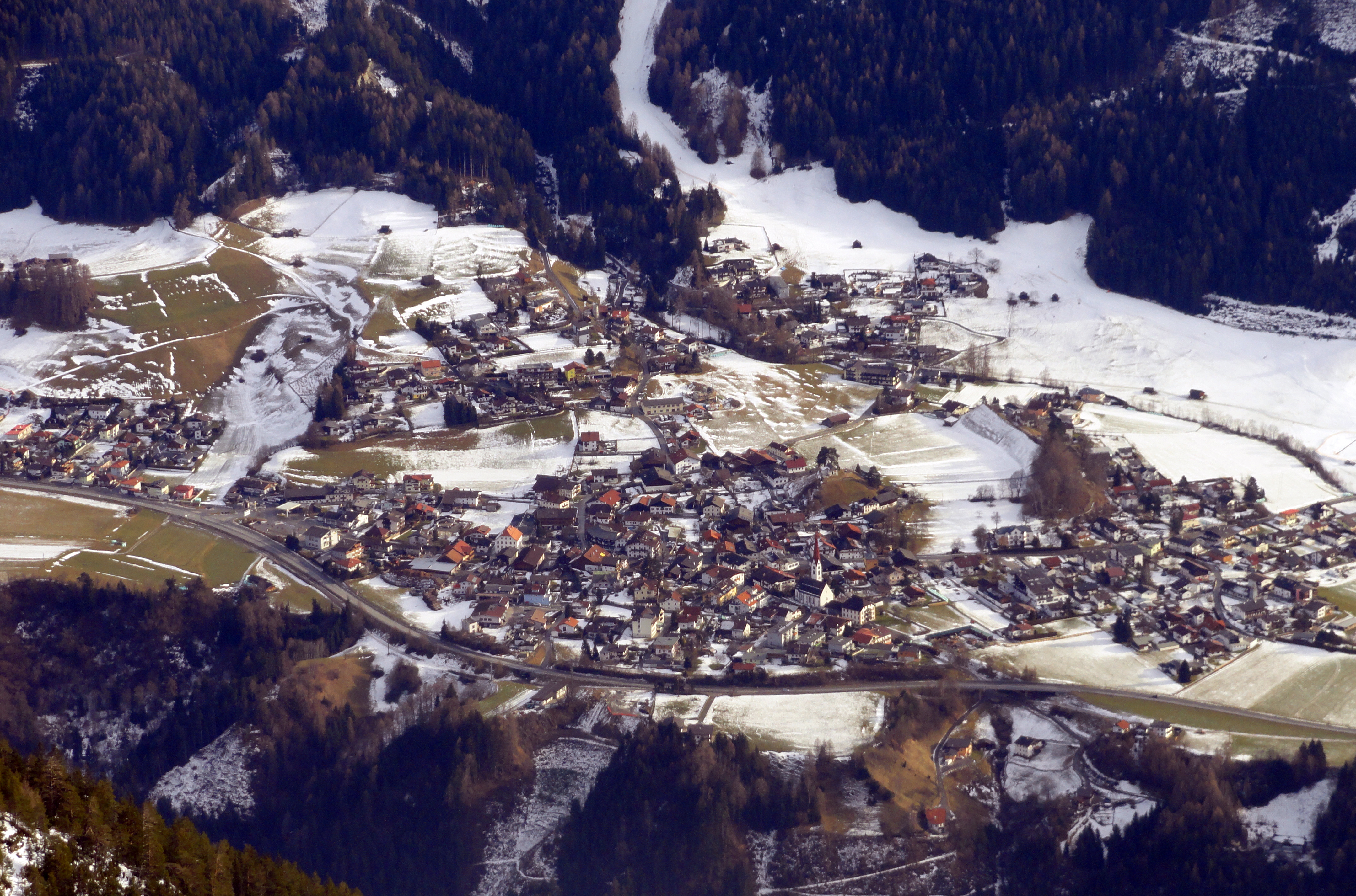
Mieders und Bachleiten mit Talabfahrt der Serlesbahn im Frühling, links Oweges

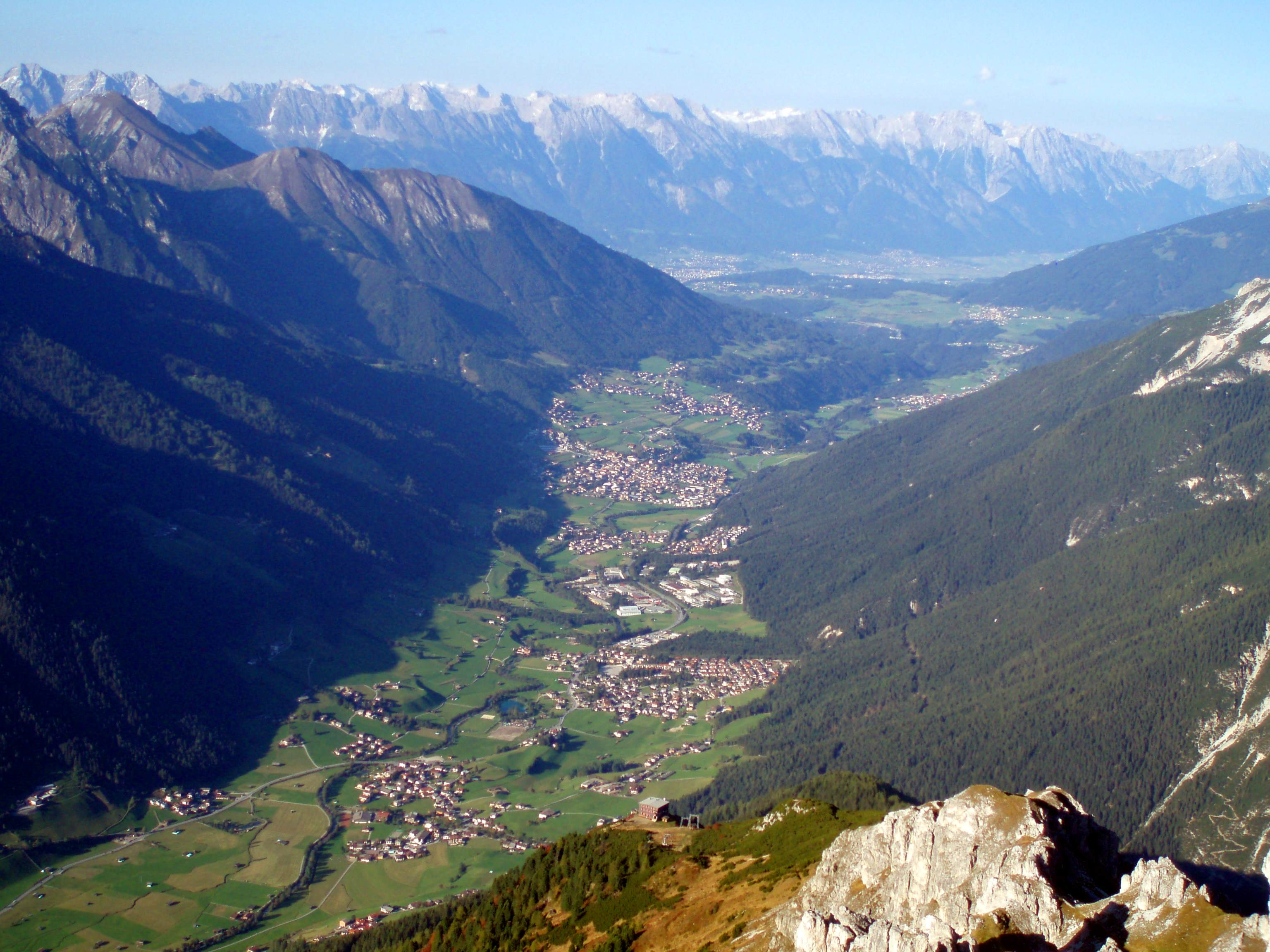
Blick von der Elferspitze ins Stubaital, rechts im Tal Mieders und Schönberg (hinten Inntal bei Innsbruck und die Nordkette)

## Wirtschaft und Infrastruktur
Durch die Gemeinde führt die Stubaitalstraße (B183). Der Ort ist mit Innsbruck durch die Autobuslinie 590 verbunden.
Direkt vom saisonalen Fremdenverkehrsort gehen die Serlesbahnen ab, welche ein Schi- und Wandergebiet erschließen.
Mieders ist auch bekannt für seine lange Sommerrodelbahn, die von der Bergstation bis zur Talstation der Gondelbahn reicht. Sie führt größtenteils durch einen Wald und teilweise parallel zum Streckenverlauf der Seilbahn.

## Politik

### Gemeindevertretung
| Partei                                                   | Stimmen | Prozent | Mandate |
| -------------------------------------------------------- | ------- | ------- | ------- |
| Mit'nand für inser Dorf Team Bürgermeister Daniel Stern  | 723     | 58,4 %  | 8       |
| „Wir für Mieders“ Unabhängige Liste aller Gemeindebürger | 323     | 26,1 %  | 3       |
| Frischer Wind - Grün und Unabhängige                     | 192     | 15,5 %  | 2       |

- Unabhängige Liste aller Gemeindebürger: 3
- Mit´nand für inser Dorf: 8
- Frischer Wind für Mieders: 2

Am 27. Februar 2022 fanden die bislang letzten Gemeinderats- und Bürgermeisterwahlen statt. Der amtierende Bürgermeister Dipl.-Ing. (FH) Daniel Stern konnte dabei mit 854 Stimmen (70,54 %) gegen Manfred Leitgeb (365, 29,46 %) sein Amt klar verteidigen. Seine Liste „Mit'nand für inser Dorf - Team Bürgermeister Daniel Stern“ legte deutlich zu, hält nun 8 Mandate und ist stimmenstärkste Kraft im neuen Gemeinderat.

### Regionalpolitik
Die Gemeinde gehört zum Tiroler Planungsverband Stubaital und zur Tourismusregion Stubai Tirol. Sitzgemeinde des Planungsverbandes ist Schönberg, Obmann der Bürgermeister ebenda, Hermann Steixner. Sitz des Tourismusverbandes ist im Stubaitalhaus in Neustift.

### Wappen
Blasonierung: Von Rot und Silber schräg rechts geteilter Schild. Im oberen Feld zwei schwarze gekreuzte Hämmer, im unteren Feld eine schwarze Waage.
Das 1975 verliehene Gemeindewappen geht auf den Fronboten Pittl zurück und scheint erstmals 1344 auf einer Urkunde auf.

## Persönlichkeiten
- Jakob Jenewein (1713–1745), Barockmaler